# Mehanično biološka obdelava odpadkov
Mehanično biološka obdelava (MBO) je sistem obdelave odpadkov. Vključuje objekte za ločevanje odpadkov z obliko biološke obdelave kot kompostiranje ali anaerobno obdelavo. MBO obrati so ustvarjeni z namenom, da predelujejo mešane odpadke, ki nastajajo domačih gospodinjstvih, sem pa so vključeni tudi odpadki iz komercialnih operacij in industrijski odpadki.

## Proces
Izrazi mehansko biološke obdelave ali mehansko-biološka predobdelava se nanašajo na skupino  sistemov ravnanja s trdimi odpadki.Ta sistem omogoča, ponovno uporabo materialov, ki jih vsebuje, in stabilizacijo biološko razgradljivega dela odpadkov. Sortirni del obrata sestavljajo objekti za recikliranje odpadkov. Ta obrat je projektiran za recikliranje individualnih elementov odpadkov ali za proizvajanje goriva, ki je pridobljen iz odpadkov, ki je potem lahko uporabljen v energetiki.
(ustvarjanje energije)
Komponente toka mešanih odpadkov, ki so lahko reciklirani vključujejo:
- Kovine
- Plastiko
- Steklo

## Izrazoslovje
MBT (Mechanical Biological Treatment), slovensko MBO (mehansko biološka obdelava) je včasih izražen tudi z BMT (Biological mechanical treatment), slovensko BMO (Biološko Mehanska Obdelava) razlika med procesoma je ta, da je v sledečem, biološko faza procesa pred mehanskimi sortiranjem ali obdelovanjem. MBT ne smemo zamenjati za MHT (Mechanical heat treatment), ki ne vključuje nobene oblike biološke razgradnje ali stabilizacije.

## Mehansko sortiranje-ločevanje
Mehanski del obdelave je navadno avtomatizirana mehanska sortirna faza. Ta faza bodisi odstranjuje materiale, iz mešanih odpadkov, ki jih je mogoče reciklirati (kovine, plastika, steklo in papir) ali jih predeluje. Vključuje tovarniške trakove, industrijske magnete, vrstinčne ločevalce- separatorje, bobne, drobilnike in ostale po meri narejene sisteme ali pa je sortiranje izvedeno ročno. Mehansko ločevanje odpadkov ima veliko število izvedb linij in objektov MRF(materials recovery facility).
Nekaj sistemov združuje mokro obdelavo (wet MRF) za pripravo in pranje elementov odpadkov, ki jih je mogoče reciklirati. Nato pa so poslani na recikliranje. S procesom MBO pa lahko obdelamo odpadke z namenom, da proizvajamo visoko kalorična goriva imenovana; goriva pridobljena iz odpadkov (RDF refused derived fuel). RDF goriva so lahko uporabljena v cementnih pečeh
ali energetskih obratih. RDF goriva so proizvedena iz plastičnih materialov in biološko razgradljivih organskih odpadkov. Sistemi, ki so narejeni z namenom proizvodnje RDF goriv vključujejo herhof in ecodeco  proces. Pogosto nastane zmota, da vsi MBT obrati proizvajajo RDF goriva. To ni pravilo in je odvisno same konstrukcije MBT obrata.

## Biološka predelava
in anaerobna razgradnja
Biološki element ali del se nanaša na:
- Anaerobno razgradnja
- Kompostiranje
- Biološko sušenje

Anaerobna razgradnja vključuje bio razgradljive komponente odpadkov z namenom proizvodnje bioplinov in sredstev za izboljšavo tal. Bioplin se lahko uporablja za pridobivanje elektrike ali pa ga uporabimo za gretje.
Biološka faza se lahko nanaša tudi na kompostiranje. V tem primeru je organska komponenta obdelana s pomočjo aerobnih mikroorganizmov. Odpadke obdelajo s pomočjo ogljikove kisline in komposta. Pri tej obliki obdelave odpadkov ni proizvodnje zelene energije. S to obdelavo zgolj kompostiramo biorazgradljive odpadke.
V primeru bio sušenja je odpadni material pod vplivom hitrega segrevanja s pomočjo delovanja aerobnih mikrobov. Ta sistem je pogosto ustvarjen z namenom za proizvodnjo (RDF) goriv, kjer so zahteve po lahkih in suhih gorivih za kasnejše transportno zgorevanje.
Nekateri sistemi združuje oba sistema obdelave anaerobno presnovo kot tudi kompostiranje. To je lahko oblika polne anaerobne razgradne faze, ki je vodena s pomočjo kompostirnega razkroja. Alternativno je anaerobno razgradna faza vzbujena z vodo, ki pronica skoti neobdelane odpadke,in raztaplja dodelane dostopne sladkorje, z ostalimi materiali, ki so poslani v kompostirno enoto.
S proizvodnjo biorazgradljivih odpadkov tako z aerobno presnovo kot tudi z MBT kompostirno tehnologijo se zmanjšuje nastajanje toplogrednih plinov in s tem globalno segrevanje.
Uporabni odpadki za omenjeni sistem
- Trdi komunalni odpadki
- Blato iz čistilnih naprav

Proizvodi sistema
- Reciklirni materiali kot so kovine, papir, plastika, steklo itd...
- Organska gnojila (ločeno zbiranje podatkov)
- Neuporabni odpadki pripravljeni za neškodljivo odlaganje (stisnjenost>1,3t/m3)
- Zaloge ogljika-dodatna predelava
- Visoko kalorična frakcija (refuse derived fuel-RDF) gorivo pridobljena iz odpadkov

Nadaljnje prednosti
- Končno odlaganje odpadkov se zmanjšuje
- Zmanjšanje odpadkov, ki so odloženi se zmanjša za vsaj polovico in s tem se posledično aktivnost  odlagališč podaljša za dvakratno življenjsko dobo v primerjavi z navadnim odlaganjem.
- Izraba izcedne vode v procesu
- Nobenih nepovabljenih gostov kot ptic, psov, mrčesa, podgan na odlagališčih
- Nobenih dodatnih objektov in naprav za zbiranje in sežiganje bioplina, ker pri tej obdelavi ni  prisoten.
- Dnevno pokrivanje ni potrebno
- Po zaprtju 3 do 5 let

## Obravnavanje vlog
Mehanično biološki obdelavalni sistem je lahko del infrastrukture regionalnega pobiranja odpadkov. Omenjeni sistemi so tipično integrirani v regionalni sistem pobiranja smeti. V primeru, da je RDF gorivo proizvedeno kot stranski proizvod, so potrebni tudi objekti za izkoriščanje oz. izgorevanje le tega.
Alternativno lahko mehansko biološka obdelava zmanjšuje potrebo po gospodinsjkem ločevanju odpadkov in stranskih proizvodov reciklirnih elemetov smeti. To odpira možnosti lokalnim oblastem in svetom, da zmanjšuje uporabo vozil, za odvoz smeti na cestah, in ohranja raven recikliranja
smeti visoko.

## Stališča okoljevarstvenih skupin
Friends of the Earth (okoljevarstvena skupina) predlaga, da je najboljša okoljevarstvena pot za preostale odpadke, primarno povečati 
odstranjevanje preostalih reciklirnih elementov, ki so del odpadkov (primer kovine, plastika in papir).Količina preostalih odpadkov pa naj bi bila kompostirana ali anaerobno predelana in odložena na odlagališča, razen, če so dovolj očiščeni in so uporabljeni kot kompost.
Poročilo Eunomie vsebuje podrobnosti analiz podnebnih vplivov različnih preostalih tehnologij za obdelavo odpadkov. Zaključuje, da je mehansko
biološka predelava, ki izkorišča obadva materiala, kovino in plastiko, pred odlaganjem, ena izmed boljših rešitev pri ravnanju in obdelavi  nastalih odpadkov.
Hkrati pa ima tudi manjši vpliv kot mehansko biološka obdelava, ki proizvaja RDF goriva za sežiganje ali sežiganje odpadkov brez Mehansko biološke
obdelave.
Friends of the Earth ne podpira delovanja objektov za mehansko biološko predelavo, ki proizvajajo še RDF goriva in zagovarjajo tezo, da bi morali
biti procesi mehansko biološke predelave razdrobljeni na več manjših lokalnih objektov.